# Bugaj (Chodzież)
Pour les articles homonymes, voir Bugaj.
Bugaj (prononciation : [ˈbuɡai̯]) est une localité polonaise de la gmina de Margonin dans le powiat de Chodzież de la voïvodie de Grande-Pologne dans le centre-ouest de la Pologne.
Elle se situe à environ 7 kilomètres au sud-est de Margonin (siège de la gmina), 19 kilomètres à l'est de Chodzież (siège du powiat), et à 62 kilomètres au nord de Poznań (capitale de la Grande-Pologne).

## Histoire
De 1975 à 1998, la localité faisait partie du territoire de la voïvodie de Piła.

Depuis 1999, Bugaj est situé dans la voïvodie de Grande-Pologne.